# Đông Phú
Đông Phú là một xã thuộc tỉnh Bắc Ninh, Việt Nam.

## Địa lý
Xã Đông Phú có vị trí địa lý:
- Phía đông giáp phường Phượng Sơn và xã Kiên Lao
- Phía tây giáp xã Bảo Đài
- Phía nam giáp xã Lục Nam
- Phía bắc giáp các xã Tuấn Sơn và Tân Thành, tỉnh Lạng Sơn.

Xã Đông Phú có diện tích 77,05 km², dân số 23.733 người, mật độ dân số đạt 308 người/km².

## Lịch sử
Ngày 16 tháng 6 năm 2025, Ủy ban Thường vụ Quốc hội ban hành Nghị quyết số 1658/NQ-UBTVQH15 của UBTVQH về việc sắp xếp các đơn vị hành chính cấp xã của tỉnh Bắc Ninh năm 2025. Theo đó, sắp xếp toàn bộ diện tích tự nhiên, quy mô dân số của xã Đông Hưng và xã Đông Phú thành xã mới có tên gọi là xã Đông Phú.